# Хунцикер, Николас
Николас Хунцикер (нем. Nicolas Hunziker; 23 февраля 1996, Базель) — швейцарский футболист, нападающий.

## Клубная карьера
Хунцикер является уроженцем Базеля, в детстве выступал за местные команды. Затем, приглядевшись, в свою академию игрока пригласил «Базель». Её он и окончил в 2015 году. После этого сразу же стал выступать за вторую команду, попеременно вызываясь в первую. 13 апреля 2016 года, в одном из последних туров швейцарского чемпионата 2015/16, дебютировал в профессиональном футболе поединком против «Лугано», выйдя на замену на 81-й минуте вместо Биркир Бьяднасона. Всего в дебютном сезоне провёл три встречи.

## Карьера в сборной
Хунцикер был постоянным игроком всех юношеских сборных Швейцарии. Принимал участие в отборочных частях к юношеским чемпионатам Европы. Участник чемпионата Европы 2013 года среди юношей до 17 лет, принимал участие во всех трёх матчах на турнире, где швейцарцы не смогли выйти из группы.

## Достижения
«Базель»
- Чемпион Швейцарии (2): 2015/16, 2016/17